# Långtjärnen (Linsells socken, Härjedalen, 688786-135775)
Långtjärnen är en sjö i Härjedalens kommun i Härjedalen och ingår i Ljusnans huvudavrinningsområde.